# Zseni Jungová
Zseni Jungová (nepřechýleně Zseni Jung; 25. března 1940 Berežany, Sovětský svaz) je maďarská fotografka, významná osobnost současného portrétu a fotografie aktu. Její obrazy - ať už jsou to zátiší, akty, krajiny - mají lyrickou atmosféru a jsou bohaté na emoce.

## Životopis
Její otec zemřel mladý v Sovětském svazu v pracovním táboře. V roce 1947 se s matkou a sourozenci přestěhovala do Maďarska, kde dokončila školní docházku. V roce 1958 absolvovala střední školu a poté získala certifikát profesionálního fotografky.
V letech 1958 až 1982 byla portrétní fotografkou v družstvu FÉNYSZÖV (Budapesti Fényképészek Kisipari Termelő Szövetkezetében, Občanské řemeslné družstvo budapešťských fotografů) , kde působil v té době také fotograf Angeló. Od roku 1983 byla fotografkou na volné noze, fotografovala reklamy, budovy a ilustrace. Od stejného roku je členkou Asociace maďarských fotografů. Od roku 1984 byla vedoucí Sebesvízské dílny s Jánosem Eifertem. Na jejích portrétech jsou politici a výrazné osobnosti domácího divadelního života. Svou sbírku divadelních portrétů věnovala v roce 2003 Národnímu divadlu. Několik let žila v Hontu na Ipoly. Během povodně Ipoly 3. června 2010 voda spláchla její dům, poté se přestěhovala do Balatonalmádi.

## Publikace
- István Turczi - Zseni Jungová: Ženy a poezie, Budapešť, nakladatelství Száalk Kelenföld, 1990, 127 stran, ISBN 9635532229
- Dr. László Bárdi - Dr. Zsuzsanna Bázing - Dr. Judit Forrai - Dr. Mária Vajda - Zseni Jungová: The Encyclopedia of Erotica, Budapest-Pécs, Dialog Campus Kiadó, 2002, 519 stran, ISBN 9639310794
- Zseni Jungová - Ágnes Szél: Šňůra perel o mateřství, Budapešť, 2003. Medicina Book Publishing, 136 stran, ISBN 9632438965
- Zseni Jungová: Nebeská kopie ženy, Budapešť, Panoráma Kiadó, 2003, 67 stran, ISBN 9632438957
- Zseni Jungová: Embracing, Budapešť, Medicina Könyvdiádó, 2005, 80 stran, ISBN 9789632260068
- Zseni Jungová: Čtyři roční období - Fotoalbum, Medicina Könyvkiadó, 2008, ISBN 978-963-226-194-2